# Braya glabella
Braya glabella là một loài thực vật có hoa trong họ Cải. Loài này được Richardson mô tả khoa học đầu tiên năm 1823.